# Francis Darizcuren
 (mai 2017).
Francis Darizcuren, né le 27 janvier 1938 à Bayonne d'un père professeur de guitare et  violon et d'une mère artiste peintre, est un musicien français. Il sort du conservatoire national de Bayonne avec un prix d'excellence en violon, une médaille de solfège, un prix de saxophone et de contrebasse.

## Biographie
Après avoir obtenu tous les prix du conservatoire de musique de Bayonne, il succède en 1958 à Michel Portal au Casino de Biarritz[évasif]. C'est en 1962 qu'il monte à Paris pour entamer comme guitariste puis comme bassiste une carrière de studio (cinéma, télévision). Francis Darizcuren a joué avec des artistes réputés du jazz et de la variété française et internationale.
Quelques titres : 
- Dansez sur moi (Claude Nougaro) ;
- Wight is Wight (Michel Delpech) ;
- Alexandrie Alexandra (Claude François) ;
- Harley Davidson (Bardot/Gainsbourg) ;
- Comme d'habitude (Michel Sardou) ;
- Le Sud (Nino Ferrer)[1].

Il a par ailleurs écrit une trentaine de méthodes et vidéos sur la basse, le violon et la guitare qui ne sont autres que les ouvrages de base de son institut,.
Violoniste à l'Orchestre symphonique de la Garde républicaine durant 25 ans, sa passion depuis toujours pour le jazz le pousse irrésistiblement à passer de Mozart à Charlie Parker.
Il fait partie des 18 bassistes qui ont participé au CD Basses Influences, sorti en 1997 chez XIII bis records.